# Parlamentswahl in Ungarn 1872

Reichsteile und Kronländer der Österreichisch-Ungarischen Monarchie:
Cisleithanien
Transleithanien
Bosnien und Herzegowina (seit 1878 verwaltet, 1908 annektiert)

Die Parlamentswahl in Ungarn 1872 fand vom 12. Juni bis zum 9. Juli 1872 in Transleithanien statt. Neu besetzt wurde der Ungarische Reichstag (ungarisch Magyar Országgyűlés).

## Wahlsystem
Im Königreich Ungarn und seinen Kronländern galt seit 1867 das Klassenwahlrecht. Vorrechte von Stand und Besitz waren in Ungarn wesentlich stärker maßgebend als in Österreich.

## Wahlergebnis
Das Ergebnis war ein Sieg der Deák-Partei, die 245 der 427 Sitze gewann.
| Partei              | Mandate | %       | Parlamentarische Rolle |
| ------------------- | ------- | ------- | ---------------------- |
| Deák-Partei         | 245     | 57,38 % | Regierung              |
| Linkszentrum        | 116     | 27,17 % | Opposition             |
| Linksextreme Partei | 38      | 8,9 %   | Opposition             |
| Unabhängige         | 28      | 6,55 %  | unabhängig             |
| Total               | 427     | 100 %   | —                      |